# Рогава, Нора Бадуровна
Нора Бадуровна Рогава (1927, Зугдидский уезд, ССР Грузия) — колхозница колхоза «Гамарджвеба» Зугдидского района, Грузинская ССР. Герой Социалистического Труда (1950).

## Биография
Родилась в 1927 году в крестьянской семье в одном из сельских населённых пунктов Зугдидского уезда. После окончания местной сельской школы трудилась на чайной плантации колхоза «Гамарджвеба» Зугдидского района.
В 1949 году собрала 6108 килограммов сортового зелёного листа на участке площадью 0,5 гектаров. Указом Президиума Верховного Совета СССР от 19 июля 1950 года удостоена звания Героя Социалистического Труда за «выдающиеся успехи в выполнении и перевыполнении планов 1973 года и принятых социалистических обязательств» с вручением ордена Ленина и золотой медали «Серп и Молот» (№ 5265).
После выхода на пенсию проживала в Зугдидском районе.